# Árnika (növénynemzetség)
Az árnika (Arnica) a fészkesvirágzatúak (Asterales) rendjébe és az őszirózsafélék (Asteraceae) családjába tartozó nemzetség.
Alkalmazásuk tilos, szerepelnek az OGYÉI tiltólistáján.

## Fajok
- Arnica acaulis
- Arnica alpina
- Arnica amplexicaulis
- Arnica angustifolia
- Arnica cernua
- Arnica chamissonis
- Arnica cordifolia
- Arnica dealbata
- Arnica discoidea
- Arnica fulgens
- Arnica × gracilis (A. latifolia × A. cordifolia)
- Arnica griscomii
- Arnica lanceolata
- Arnica latifolia
- Arnica lessingii
- Arnica lonchophylla
- Arnica longifolia
- Arnica louiseana
- Arnica mallotopus
- Arnica mollis
- hegyi árnika (Arnica montana)
- Arnica nevadensis
- Arnica ovata
- Arnica parryi
- Arnica rydbergii
- Arnica sachalinensis
- Arnica sororia
- Arnica spathulata
- Arnica unalaschcensis
- Arnica venosa
- Arnica viscosa